# Energieversum

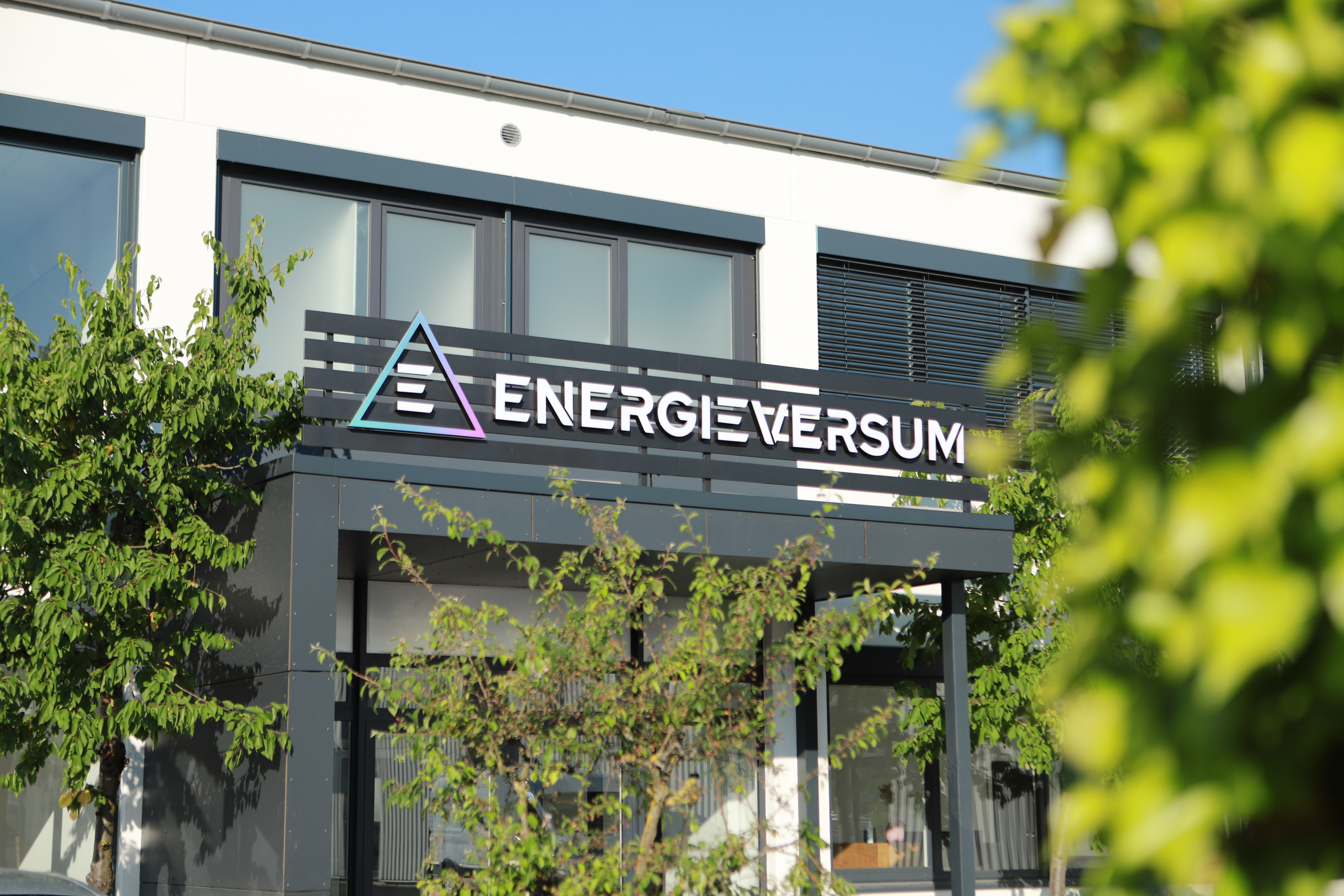
Energieversum-Niederlassung in Steinhagen bei Gütersloh (2023)

Die Energieversum GmbH & Co. KG ist ein Anbieter von Photovoltaikanlagen und Stromspeichern mit Hauptsitz in Steinhagen. Energieversum gehört als Teil der Senec GmbH zur EnBW-Gruppe.

## Geschichte
Energieversum wurde im Jahr 2010 von René Möllenbeck gegründet.
Im Jahr 2023 erwarb das Unternehmen vier Grundstücke in Steinhagen und eröffnete dort einen neuen Standort, an den im Jahr 2024 ebenfalls der Hauptsitz des Unternehmens verlegt wird.

## Unternehmensstruktur
Geschäftsführer der Energieversum ist René Möllenbeck. 2022 erwirtschaftete das Unternehmen einen Umsatz von 232 Mio. Euro. Im Jahr 2023 beschäftigte das Unternehmen 450 Mitarbeiter.
Hauptsitz von Energieversum ist Steinhagen. Daneben betreibt das Unternehmen weitere Standorte in Steinhagen, Hamburg, Hannover, Frankfurt a. M., Leipzig, Kassel, Bremerhaven, Rostock, Gladbeck, Bottrop, Köln, Oldenburg, Ritterhude, Weyhe und Potsdam.

## Produkte
Energieversum bietet Photovoltaikanlagen und Stromspeicher an. Für diese übernimmt das Unternehmen Planung, Aufbau, die Anmeldung beim Netzbetreiber sowie die Steueranmeldung.
Das Unternehmen montiert mehr als 1000 Photovoltaikanlagen pro Monat.